# كرة القدم في دورة الألعاب الآسيوية 2022 – بطولة السيدات
كرة القدم في دورة الألعاب الآسيوية 2022 أقيمت من 21 سبتمبر إلى 6 أكتوبر 2023 في الصين.

## جدول المنافسات
جميع الأوقات حسب التوقيت القياسي الصيني (UTC+8).
| G | مرحلة المجموعات | ¼ | ربع النهائي | ½ | نصف النهائي | B | مباراة الميدالية البرونزية | F | مباراة الميدالية الذهبية |

| التاريخالحدث | الثلاثاء 19 | الأربعاء 20 | الخميس 21       | الجمعة 22       | السبت 23 | الأحد 24        | الاثنين 25      | الثلاثاء 26 | الأربعاء 27     | الخميس 28       | الجمعة 29 | السبت 30 | الأحد 1 | الاثنين 2 | الثلاثاء 3 | الأربعاء 4 | الخميس 5 | الجمعة 6                   | الجمعة 6                 | السبت 7 | السبت 7 |
| ------------ | ----------- | ----------- | --------------- | --------------- | -------- | --------------- | --------------- | ----------- | --------------- | --------------- | --------- | -------- | ------- | --------- | ---------- | ---------- | -------- | -------------------------- | ------------------------ | ------- | ------- |
| النساء       |             |             | مرحلة المجموعات | مرحلة المجموعات |          | مرحلة المجموعات | مرحلة المجموعات |             | مرحلة المجموعات | مرحلة المجموعات |           | ¼        |         |           | ½          |            |          | مباراة الميدالية البرونزية | مباراة الميدالية الذهبية |         |         |

## القرعة
أُجريت قرعة البطولة في 27 يوليو 2023. تم تصنيف الفرق إلى أربع مستويات بناءً على أدائهم في دورة الألعاب الآسيوية لعام 2018. وتم تخصيص المركز A1 تلقائيًا للبلد المضيف الصين. إيران وكمبوديا انسحبتا.
| Pot 1 (مصنف 1 إلى 5)                                                                 | Pot 2 (مصنف 6 إلى 8، بالإضافة إلى 2 غير مصنف)              | Pot 3 (غير مصنف)                                                                                   |
| ------------------------------------------------------------------------------------ | ---------------------------------------------------------- | -------------------------------------------------------------------------------------------------- |
| 1. الصين (المضيفون) 2. اليابان 3. كوريا الجنوبية 4. تايبيه الصينية 5. كوريا الشمالية | 1. فيتنام 2. تايلاند 3. هونغ كونغ 4. أوزبكستان 5. سنغافورة | 1. بنغلاديش 2. كمبوديا (انسحب) 3. الهند 4. منغوليا 5. ميانمار 6. نيبال 7. الفلبين 8. إيران (انسحب) |

## الملاعب
أقيمت البطولة في خمسة ملاعب عبر مدينتين:
| هانغتشو | هانغتشو                    | هانغتشو                   | ونجو                            | ونجو                   |
| شيهو | شانغتشنغ                   | يوهانغ                    | لونغوان                         | لوتشينغ                |
| --- | -------------------------- | ------------------------- | ------------------------------- | ---------------------- |
| ملعب مركز هوانغلونغ الرياضي | ملعب مركز شانغتشنغ الرياضي | ملعب مركز لينبينغ الرياضي | ملعب مركز ونزو الأولمبي الرياضي | ملعب مركز ونزو الرياضي |
| السعة: 51,971 | السعة: 13,500              | السعة: 10,200             | السعة: 50,000                   | السعة: 18,000          |
| |                            |                           |                                 |                        |
| خريطة جيجيانغ مع ملاعب كرة القدم لدورة الألعاب الآسيوية 2022 موضحة. هانغتشو ونجوكرة القدم في دورة الألعاب الآسيوية 2022 – بطولة السيدات (Zhejiang) |                            |                           |                                 |                        |

## مرحلة المجموعات
جميع الأوقات محلية، CST (UTC+8).
يتأهل الفريق الفائز في كل مجموعة، وثلاثة فرق في المركز الثاني من بين خمس مجموعات، إلى ربع النهائي. أُجريت القرعة في 27 يوليو 2023 في هانغتشو، الصين. يتم تقسيم الفرق إلى 5 مجموعات، مع 3 مجموعات تحتوي كل منها على 3 فرق، و2 مجموعة تحتوي كل منها على 4 فرق. الفائز في كل مجموعة و3 فرق من أصحاب المركز الثاني بأفضل أداء سيتأهلون إلى مرحلة خروج المغلوب.

### المجموعة أ
| م | الفريق    | لعب | ف | ت | خ | أ.له | أ.ع | أ.ف | نقاط | س                  |
| - | --------- | --- | - | - | - | ---- | --- | --- | ---- | ------------------ |
| 1 | الصين     | 2   | 2 | 0 | 0 | 22   | 0   | +22 | 6    | مرحلة خروج المغلوب |
| 2 | أوزبكستان | 2   | 1 | 0 | 1 | 6    | 6   | 0   | 3    | مرحلة خروج المغلوب |
| 3 | منغوليا   | 2   | 0 | 0 | 2 | 0    | 22  | −22 | 0    |                    |
| 4 | إيران     | 0   | 0 | 0 | 0 | 0    | 0   | 0   | 0    | انسحب              |

| الصين | 16–0  | منغوليا |
| --- | ----- | ------- |
| - وانغ شوانغ 2'، 19'، 26'، 37'، 59' - وانغ شانشان 8'، 31' - ليو يانتشيو 24' - يانغ لينا 39' - يان جينجين 50'، 84' - ووريغومولا 57'، 86' - أو يياو 73' - تشانغ شين 76'، 90+2' | تقرير |         |

| منغوليا | 0–6   | أوزبكستان                                                                                  |
| ------- | ----- | ------------------------------------------------------------------------------------------ |
|         | تقرير | - نوربويفا 36' - توجيدينوفا 45+2' - شوييموفا 58' - خابيبولايفا 78'، 90+5' - كودرالتوفا 85' |

| أوزبكستان | 0–6   | الصين                                                                                          |
| --------- | ----- | ---------------------------------------------------------------------------------------------- |
|           | تقرير | - وانغ شانشان 33'، 50' - شين مينغيو 52' - تشن تشياوتشو 56' - يان جينجين 78' (ركلة جزاء)، 90+4' |

### المجموعة ب
| م | الفريق         | لعب | ف | ت | خ | أ.له | أ.ع | أ.ف | نقاط |
| - | -------------- | --- | - | - | - | ---- | --- | --- | ---- |
| 1 | تايبيه الصينية | 2   | 2 | 0 | 0 | 3    | 1   | +2  | 6    |
| 2 | تايلاند        | 2   | 1 | 0 | 1 | 1    | 1   | 0   | 3    |
| 3 | الهند          | 2   | 0 | 0 | 2 | 1    | 3   | −2  | 0    |

| تايبيه الصينية                      | 2–1   | الهند             |
| ----------------------------------- | ----- | ----------------- |
| - لاي لي-تشين 68' - سو يو-هسوان 84' | تقرير | - أنجو تامانغ 46' |

| الهند | 0–1   | تايلاند                |
| ----- | ----- | ---------------------- |
|       | تقرير | - باريشات تونغرونغ 51' |

| تايلاند | 0–1   | تايبيه الصينية                 |
| ------- | ----- | ------------------------------ |
|         | تقرير | - فونفيرون فيلاوان 36' (عكسية) |

### المجموعة س
| م | الفريق         | لعب | ف | ت | خ | أ.له | أ.ع | أ.ف | نقاط | س                  |
| - | -------------- | --- | - | - | - | ---- | --- | --- | ---- | ------------------ |
| 1 | كوريا الشمالية | 2   | 2 | 0 | 0 | 17   | 0   | +17 | 6    | مرحلة خروج المغلوب |
| 2 | سنغافورة       | 2   | 0 | 0 | 2 | 0    | 17  | −17 | 0    |                    |
| 3 | كمبوديا        | 0   | 0 | 0 | 0 | 0    | 0   | 0   | 0    | انسحب              |

| كوريا الشمالية | 7–0   | سنغافورة |
| --- | ----- | -------- |
| - هونغ سونغ-أوك 11' - ري كوم-هيانغ 14' - ميونغ يو-جونغ 51' - جو هيو-سيم 54' - ري هاك 58' - كيم كيونغ-يونغ 62' - سونغ هيانغ-سيم 90+3' | تقرير |          |

| سنغافورة | 0–10  | كوريا الشمالية |
| -------- | ----- | --- |
|          | تقرير | - كيم كيونغ-يونغ 3'، 19' (ركلة جزاء)، 36'، 45+1'، 90+7' - آن ميونغ-سونغ 15'، 60' - ري ميونغ-غوم 17' - ميونغ يو-جونغ 42' - بونغ سونغ-آي 71' |

### المجموعة د
| م | الفريق   | لعب | ف | ت | خ | أ.له | أ.ع | أ.ف | نقاط |
| - | -------- | --- | - | - | - | ---- | --- | --- | ---- |
| 1 | اليابان  | 3   | 3 | 0 | 0 | 23   | 0   | +23 | 9    |
| 2 | فيتنام   | 3   | 2 | 0 | 1 | 8    | 8   | 0   | 6    |
| 3 | نيبال    | 3   | 0 | 1 | 2 | 1    | 11  | −10 | 1    |
| 4 | بنغلاديش | 3   | 0 | 1 | 2 | 2    | 15  | −13 | 1    |

| فيتنام                                  | 2–0   | نيبال |
| --------------------------------------- | ----- | ----- |
| - فام هاي ين 53' - نغوين ثي بيك ثوي 64' | تقرير |       |

| اليابان                                                                                      | 8–0   | بنغلاديش |
| -------------------------------------------------------------------------------------------- | ----- | -------- |
| - شيبا 7'، 29' - تانيكاوا 8' (ركلة.)، 80' - شيوكوشي 45' - هيجيكاتا 49' - ساكاكيبارا 58'، 85' | تقرير |          |

| بنغلاديش             | 1–6   | فيتنام                                                                                                   |
| -------------------- | ----- | --- |
| - بارفين 87' (ركلة.) | تقرير | - فام هاي يين 5' - نغوين ثي ثوي هانغ 34' - تران ثي دوين 66' - ثاي ثي ثاو 78' - نغوين ثي بيك ثوي 71'، 80' |

| نيبال | 0–8   | اليابان |
| ----- | ----- | --- |
|       | تقرير | - شييوكوشي 3' - ياماموتو 13' - أوينو 27' - واكيساكا 30' - أوساوا 36' (ركلة.)، 75' - ساكاكيبرا 59' - هيجيكاتا 90+7' |

| اليابان                                                                        | 7–0   | فيتنام |
| ------------------------------------------------------------------------------ | ----- | ------ |
| - شييوكوشي 19'، 24' - شيبا 51'، 77' - واكيساكا 55' (ركلة.) - أوساوا 69'، 90+2' | تقرير |        |

| نيبال       | 1–1   | بنغلاديش    |
| ----------- | ----- | ----------- |
| - بوديل 83' | تقرير | - خاتون 44' |

### المجموعة هـ
| م | الفريق         | لعب | ف | ت | خ | أ.له | أ.ع | أ.ف | نقاط |
| - | -------------- | --- | - | - | - | ---- | --- | --- | ---- |
| 1 | كوريا الجنوبية | 3   | 3 | 0 | 0 | 13   | 1   | +12 | 9    |
| 2 | الفلبين        | 3   | 2 | 0 | 1 | 7    | 6   | +1  | 6    |
| 3 | ميانمار        | 3   | 1 | 0 | 2 | 1    | 6   | −5  | 3    |
| 4 | هونغ كونغ      | 3   | 0 | 0 | 3 | 1    | 9   | −8  | 0    |

| هونغ كونغ           | 1–3   | الفلبين                                          |
| ------------------- | ----- | ------------------------------------------------ |
| - تشيونغ واي كي 38' | تقرير | - بولدن 8' (ركلة جزاء) - كيزادا 89' - غييو 90+1' |

| كوريا الجنوبية                                      | 3–0   | ميانمار |
| --------------------------------------------------- | ----- | ------- |
| - لي أون-يونغ 24' - جي سو يون 60' - جيون أون-ها 68' | تقرير |         |

| ميانمار            | 1–0   | هونغ كونغ |
| ------------------ | ----- | --------- |
| - ميات نوي خين 69' | تقرير |           |

| الفلبين    | 1–5   | كوريا الجنوبية                                                            |
| ---------- | ----- | ------------------------------------------------------------------------- |
| - بولدن 8' | تقرير | - تشون غا-رام 12' - سون هوا-يون 44'، 56'، 70' - جي سو يون 52' (ركلة جزاء) |

| كوريا الجنوبية                                                            | 5–0   | هونغ كونغ |
| ------------------------------------------------------------------------- | ----- | --------- |
| - مون مي-را 29'، 45+1' - مون أون-جو 47'، 70' - وو تشوي ييو 52' (هدف عكسي) | تقرير |           |

| الفلبين                                    | 3–0   | ميانمار |
| ------------------------------------------ | ----- | ------- |
| - بولدن 19' (ركلة جزاء) - إيغسفيك 60'، 61' | تقرير |         |

### ترتيب أفضل ثاني مكان
بسبب وجود مجموعات بعدد فرق مختلف، لم يتم اعتبار النتائج ضد الفرق في المركز الرابع في المجموعات ذات الأربعة فرق لهذا الترتيب. بسبب أن المجموعة C تحتوي فقط على فريقين، لن يتم تضمين نتائجها هنا.
| م | مج | الفريق    | لعب | ف | ت | خ | أ.له | أ.ع | أ.ف | نقاط |
| - | -- | --------- | --- | - | - | - | ---- | --- | --- | ---- |
| 1 | أ  | أوزبكستان | 2   | 1 | 0 | 1 | 6    | 6   | 0   | 3    |
| 2 | ب  | تايلاند   | 2   | 1 | 0 | 1 | 1    | 1   | 0   | 3    |
| 3 | هـ | الفلبين   | 2   | 1 | 0 | 1 | 4    | 5   | −1  | 3    |
| 4 | د  | فيتنام    | 2   | 1 | 0 | 1 | 2    | 7   | −5  | 3    |

## مرحلة خروج المغلوب
جميع الأوقات محلية، CST (UTC+8).

### القوس
|  | ربع النهائي                          | ربع النهائي              |                          |   | نصف النهائي                | نصف النهائي                |  |  | مباراة الميدالية الذهبية | مباراة الميدالية الذهبية |
|  |                                      |                          |                          |   |                            |                            |  |  |                          |                          |
|  | 30 سبتمبر 2023 – لينبينغ             |                          |                          |   |                            |                            |  |  |                          |                          |
|  |                                      |                          |                          |   |                            |                            |  |  |                          |                          |
|  | الصين                                | 4                        |                          |   |                            |                            |  |  |                          |                          |
|  | الصين                                | 4                        | 3 أكتوبر 2023 – لينبينغ  |   |                            |                            |  |  |                          |                          |
|  | تايلاند                              | 0                        |                          |   |                            |                            |  |  |                          |                          |
|  | تايلاند                              | 0                        | الصين                    | 3 |                            |                            |  |  |                          |                          |
|  | 30 سبتمبر 2023 – ملعب ونتشو الأولمبي |                          | الصين                    | 3 |                            |                            |  |  |                          |                          |
|  |                                      | اليابان                  | 4                        |   |                            |                            |  |  |                          |                          |
|  | اليابان                              | اليابان                  | 4                        | 8 |                            |                            |  |  |                          |                          |
|  | اليابان                              |                          | 6 أكتوبر 2023 – هواجلونج | 8 |                            |                            |  |  |                          |                          |
|  | الفلبين                              | 1                        |                          |   |                            |                            |  |  |                          |                          |
|  | الفلبين                              | 1                        | اليابان                  | 4 |                            |                            |  |  |                          |                          |
|  | 30 سبتمبر 2023 – لينبينغ             |                          | اليابان                  | 4 |                            |                            |  |  |                          |                          |
|  |                                      | كوريا الشمالية           | 1                        |   |                            |                            |  |  |                          |                          |
|  | تايبيه الصينية                       | كوريا الشمالية           | 1                        | 1 |                            |                            |  |  |                          |                          |
|  | تايبيه الصينية                       | 3 أكتوبر 2023 – شانغتشنغ |                          | 1 |                            |                            |  |  |                          |                          |
|  | أوزبكستان (ب.و.إ.)                   | 2                        |                          |   |                            |                            |  |  |                          |                          |
|  | أوزبكستان (ب.و.إ.)                   | 2                        | أوزبكستان                | 0 |                            |                            |  |  |                          |                          |
|  | 30 سبتمبر 2023 – ونتشو               |                          | أوزبكستان                | 0 |                            |                            |  |  |                          |                          |
|  |                                      | كوريا الشمالية           | 8                        |   | مباراة الميدالية البرونزية | مباراة الميدالية البرونزية |  |  |                          |                          |
|  | كوريا الجنوبية                       | كوريا الشمالية           | 8                        | 1 | مباراة الميدالية البرونزية | مباراة الميدالية البرونزية |  |  |                          |                          |
|  | كوريا الجنوبية                       |                          | 6 أكتوبر 2023 – هواجلونج | 1 |                            |                            |  |  |                          |                          |
|  | كوريا الشمالية                       | 4                        |                          |   |                            |                            |  |  |                          |                          |
|  | كوريا الشمالية                       | 4                        | الصين                    | 7 |                            |                            |  |  |                          |                          |
|  |                                      |                          |                          |   |                            |                            |  |  |                          |                          |
|  | أوزبكستان                            | 0                        |                          |   |                            |                            |  |  |                          |                          |
|  | أوزبكستان                            | 0                        |                          |   |                            |                            |  |  |                          |                          |

### ربع النهاية
| تايبيه الصينية    | 1–2 (ب.و.إ.) | أوزبكستان                        |
| ----------------- | ------------ | -------------------------------- |
| - سو يو-هسوان 86' | تقرير        | - خابيبولايفا 52' - زويروفا 101' |

| كوريا الجنوبية             | 1–4   | كوريا الشمالية                                                       |
| -------------------------- | ----- | -------------------------------------------------------------------- |
| - آن ميونغ-سونغ 11' (ه.ذ.) | تقرير | - ري هاك 20'، 90' - آن ميونغ-سونغ 81' - كيم كيونغ-يونغ 90+5' (ركلة.) |

| اليابان                                                                                    | 8–1   | الفلبين     |
| ------------------------------------------------------------------------------------------ | ----- | ----------- |
| - تانيكاوا 40' (ركلة.) - أوساوا 58'، 90+4' - شيبا 65' - أوينو 76' (ركلة.)، 78'، 81'، 90+1' | تقرير | - بولدن 68' |

| الصين                                                  | 4–0   | تايلاند |
| ------------------------------------------------------ | ----- | ------- |
| - وانغ شانشان 3' - وانغ شوانغ 41'، 51' - يانغ لينا 81' | تقرير |         |

### نصف النهاية
| أوزبكستان | 0–8   | كوريا الشمالية |
| --------- | ----- | --- |
|           | تقرير | - هونغ سونغ-أوك 9' - كيم كيونغ-يونغ 18' (ركلة جزاء.)، 46'، 63'، 83' - آن ميونغ-سونغ 45+2' - ري هاك 50' - كيم هاي-يونغ 90+1' |

| الصين                                                | 3–4   | اليابان                                             |
| ---------------------------------------------------- | ----- | --------------------------------------------------- |
| - وانغ لينلين 20' - تشانغ لينيان 55' - يانغ لينا 61' | تقرير | - ناكاشيما 12' - تانيكاوا 31' - شيبا 35' - كوغا 43' |

### مباراة الميدالية البرونزية
| الصين                                                                                              | 7–0   | أوزبكستان |
| -------------------------------------------------------------------------------------------------- | ----- | --------- |
| - أو يياو 1' - تشن تشياوتشو 26'، 62' - وانغ شانشان 45' - ووريجومولا 59' - قو ياشا 65' - ياو وي 67' | تقرير |           |

### مباراة الميدالية الذهبية
| اليابان                                               | 4–1   | كوريا الشمالية       |
| ----------------------------------------------------- | ----- | -------------------- |
| - ناكاشيما 10' - أوساوا 66' - تانيكاوا 69' - شيبا 72' | تقرير | - كيم كيونغ-يونغ 38' |

## هدافون
عدد الأهداف المُسجلة  154 هدفًا  في 78 مباراة، بمتوسط 1.97 هدفًا في المباراة الواحدة.
12 هدفا
- كيم كيونغ-يونغ

7 أهداف
- وانغ شوانغ
- ريمينا شيبا
- هاروكا أوساوا

6 أهداف
- وانغ شانشان

5 أهداف
- موموكو تانيكاوا
- مامي أوينو

4 أهداف
- يان جينجين
- يوزوهو شيوكوشي
- آن ميونج-سونج
- ري هاك
- سارينا بولدن

3 أهداف
- تشن تشياوزهو
- ووريجومولا
- يانغ لينا
- كوتونو ساككيبارا
- سون هوا-يون
- ديوراكون خبيبوللايفا
- نجوين ثي بيك ثوي

هدفان
- أو يياو
- تشانغ شين
- سو يو-هسوان
- مايا هيجيكاتا
- يوشينو ناكاشيما
- رينا واكيساكا
- هونغ سونغ-أوك
- ميونغ يو-جونغ
- سارا إيغيسفيك
- جي سو يون
- مون مي-را
- مون أون-جو
- فام هاي يين

هدف
- سابينا خاتون
- ماسورا بارفين
- غو ياشا
- ليو يانكيو
- شين منغيو
- وانغ لينلين
- Yao Wei
- تشانغ لينيان
- لاي لي تشين
- تشيونغ واي كي
- أنجو تامانغ
- توكو كوجا
- يوزوكي ياماموتو
- ميات نو خين
- ريخا باوديل
- جو هيو-سيم
- كيم هي-يونغ
- بونغ سونغ-آي
- ري كوم-هيانغ
- ري ميونغ-غوم
- سونغ هيانغ-سيم
- كاترينا غويليو
- كوينلي كويزادا
- تشون غا-رام
- جيون أون-ها
- لي أون-يونغ
- باريشات ثونغرونغ
- نيلوفار قدراتوفا
- عزيزة نوربويفا
- مافتونا شوييموفا
- شوخيدا تجيدينوفا
- أوميدا زويروفا
- نجوين ثي ثوي هانغ
- ثاي ثي ثاو
- تران ثي دوين

هدف ذاتي
- وو تشوي يو (ضد كوريا الجنوبية)
- آن ميونغ-سونغ (ضد كوريا الجنوبية)
- بورنفيرون فيلاوان (ضد تايبيه الصينية)

## روابط خارجية
- الموقع الرسمي